# Pieni Koirasaari (ö i Södra Savolax)
Pieni Koirasaari är en ö i Finland.   Den ligger i kommunen Jorois i den ekonomiska regionen  Pieksämäki ekonomiska region  och landskapet Södra Savolax, i den sydöstra delen av landet, 280 km nordost om huvudstaden Helsingfors.